# Mohamed Buya Turay
Mohamed Buya Turay (Freetown, 10 januari 1995) is een Sierra-Leoons voetballer die doorgaans als aanvaller speelt. Buya Turay speelt sinds 2018 voor Sint-Truidense VV.

## Carrière
Buya Turay begon zijn loopbaan bij de jeugd van de Sierra-Leoonse voetbalclub FC Mattia. Op 18-jarige leeftijd stap hij over naar het Zweedse Juventus IF dat speelde op het vijfde niveau. In 2014 werd hij voor een half jaar uitgeleend aan Västerås SK waar hij vier doelpunten maakte in amper negen wedstrijden. Op 21 augustus 2015 werd Buya Turay overgenomen door AFC Eskilstuna. Hij debuteerde twee dagen later in de Superettan in een 0-0-wedstrijd tegen Mjällby AIF, waar hij na 81 minuten mocht invallen voor Omar Eddahri. De aanvaller scoorde 10 doelpunten in 29 wedstrijden in de Superettan van 2016. Dit zorgde ervoor dat AFC Eskilstuna op de tweede plaats eindigde en promoveerde naar Allsvenskan.
Op 23 maart 2018 tekende Buya Turay een driejarig contract bij Dalkurd FF. Na 13 wedstrijden en 9 doelpunten vertrok Buya Turay naar het Belgische Sint-Truidense VV, waar hij een contract tekende tot 2021. Zijn nieuwe club betaalde naar verluidt 1,8 miljoen euro voor de aanvaller, waardoor hij de duurste aankoop in de clubgeschiedenis werd. Buya Turay kon dat prijskaartje echter niet meteen rechtvaardigen op Stayen: in zijn eerste halve seizoen scoorde hij slechts één keer in zes wedstrijden. In januari 2019 leende STVV hem uit aan Djurgårdens IF. Daar scoorde hij aan de lopende band, waarmee hij de club uit Stockholm aan een eerste landstitel in 14 jaar hielp. Buya Turay kroonde zich ook tot topschutter in de Allsvenskan.

## Statistieken
| Seizoen | Club                | Land   | Competitie         | Duels | Doelp. |
| ------- | ------------------- | ------ | ------------------ | ----- | ------ |
| 2013    | Juventus IF         | Zweden | Division 3         | 11    | 20     |
| 2014    | Juventus IF         | Zweden | Division 3         | 14    | 12     |
| 2014    | → Västerås SK       | Zweden | Division 1         | 9     | 4      |
| 2015    | Athletic Eskilstuna | Zweden | Superettan         | 3     | 0      |
| 2016    | Athletic Eskilstuna | Zweden | Superettan         | 29    | 10     |
| 2017    | Athletic Eskilstuna | Zweden | Allsvenskan        | 23    | 9      |
| 2018    | Dalkurd FF          | Zweden | Allsvenskan        | 13    | 9      |
| 2018/19 | Sint-Truidense VV   | België | Jupiler Pro League | 6     | 1      |
| 2019    | → Djurgårdens IF    | Zweden | Allsvenskan        | 29    | 15     |
| Totaal  | Totaal              | Totaal | Totaal             | 137   | 79     |